# Saint-Léonard (Marne)
Saint-Léonard ist eine französische Gemeinde mit 100 Einwohnern (Stand: 1. Januar 2022) in der Région Grand Est und im Département Marne. Saint-Léonard gehört zum Arrondissement Reims und zum Kanton Reims-8. 

## Geografische Lage
Saint-Léonard ist eine banlieue im Südosten der Stadt Reims. Die Gemeinde wird durch einen Ausläufer der Stadt Reims geteilt. Der Canal de l’Aisne à la Marne verläuft im Süden der Gemeinde. Umgeben wird Saint-Léonard von den Nachbargemeinden Cernay-lès-Reims im Norden, Puisieulx im Osten und Südosten, Taissy im Süden sowie Reims im Westen.

## Bevölkerungsentwicklung
| Jahr                       | 1962 | 1968 | 1975 | 1982 | 1990 | 1999 | 2006 | 2018 |
| Einwohner                  | 58   | 87   | 99   | 86   | 75   | 77   | 87   | 104  |
| Quellen: Cassini und INSEE |      |      |      |      |      |      |      |      |